# ヘイトフル・エイト
『ヘイトフル・エイト』（The Hateful Eight）は、2015年に公開されたアメリカ映画。猛吹雪の中の家屋に閉じ込められた8人を主題に密室劇を描いたミステリー映画・西部劇。クエンティン・タランティーノが脚本・監督を務め、8作目の監督映画であることから、様々なアートワークの中で『The H8ful Eight』、『The Hateful 8』と「8」を強調して表記されることもある。音楽をエンニオ・モリコーネが担当し、アカデミー賞作曲賞を受賞している。
撮影は65mmフィルムで撮られており、公開にあたっては70mm映写機の導入支援も行われた。
残虐描写、フルヌードのシーンなどの理由から、日本では映画倫理委員会によりR18+指定を受けた。日本においては70mmフィルムを公開できる映画館はなく、編集版で上映された。

## あらすじ

### 第1章「レッドロックへの最後の駅馬車」
南北戦争終結から数年後の冬、猛吹雪が迫るワイオミング州の山中。
レッドロックの町へ3体の遺体を運ぶ途中、立ち往生してしまった黒人の賞金稼ぎで元北軍少佐のマーキス・ウォーレンは、通りかかった駅馬車を止める。同乗を求めるウォーレンに、御者のO.B.ジャクソンは「依頼主の許可を取ればいい」と答える。依頼主は、標的を生きたまま引き渡すことから「首吊り人」と呼ばれている賞金稼ぎジョン・ルースであり、彼は1万ドルの賞金首デイジー・ドメルグをレッドロックへ連れて行く途中であった。
ルースはデイジーの仲間が彼女を取り戻そうとするのではないかと警戒しており、最初はウォーレンを疑うが、彼と面識があることを思い出す。しかし、今度は商売敵としてデイジーを横取りされることを懸念するも、ウォーレンは「自分は8000ドルの稼ぎであり、わざわざ横取りしない」と答える。ルースは、ウォーレンの武器を没収した上で同乗を許す。
動き出した馬車の中、ルースはウォーレンに、前のようにリンカーンからの手紙を見せて欲しいと頼む。ウォーレンはリンカーンと文通していたといい、今も大事に彼からの手紙を持ち歩いていた。改めて手紙を拝見し感嘆するルースだったが、デイジーが手紙に唾を吐いたため、ウォーレンは咄嗟に彼女を殴りつけて馬車から落とし、手錠に繋がれたルースも一緒に落ちてしまうのだった。

### 第2章「ロクデナシ野郎」
落ちたルースらを拾うため停車した馬車に向かって来る男が現われる。その男もまた馬車に同乗したいと申し出るが、顔を見たルースは、彼が悪名高き「マニックス略奪団」の団長の末子クリス・マニックスだと気づく。マニックスは「レッドロックの新任保安官として町に向かう途中だ」と言うが、着任前のためバッジもなく、真偽を疑われる。しかしマニックスは、「自分を放置すれば保安官殺しで縛り首になるだろう」と主張する。ルースはマニックスの同乗をしぶしぶ認め、その代わりウォーレンに銃を返し、彼を牽制する。
走り出した馬車の中、ウォーレンのことを知っていたマニックスは彼のことを話し始める。ウォーレンは確かに北軍の騎兵隊で戦功を挙げた人物だったが、南北戦争中に捕虜となった際、脱出のために他の捕虜達を結果として焼き殺してしまい、卑怯者として除隊させられたのだという。さらにマニックスは略奪団を肯定し、黒人に侮蔑の言葉を投げるが、ウォーレンから銃を突きつけられ押し黙る。

### 第3章「ミニーの紳士服飾店」
猛吹雪が迫る中、ルースたちは道中の「ミニーの紳士服飾店」で嵐をやり過ごすため停車する。店主のミニーは留守で、留守を任されたというメキシコ人のボブが彼らを迎え入れる。
店には3人の先客がおり、ルースはデイジーの奪還者かと疑い、一人一人を確認していく。紳士的で流暢なイギリス英語を話すオズワルド・モブレーは、巡回執行人でレッドロックへ向かう途中だという。厳ついカウボーイのジョー・ゲージは、クリスマスを母と過ごすために帰省する途中だと言い、ルースは嘘くさいと言い放つ。暖炉の傍にいる無口な老人は元南軍のサンディ・スミザーズで、ルースをハイエナだと蔑称し、会話を拒否する。一方、店をよく知るウォーレンは、ボブにミニーについて聞く。しかし、ボブの話は納得のいくものではなく、ウォーレンは疑心を高める。しかし、ボブはウォーレンのブラフには引っかからず、ボブが嘘をついているという証拠はない。
マニックスは南軍の誼でスミザーズに会えたことを喜び、スミザーズもマニックスの息子と知って彼との会話に花を咲かせる。スミザーズは、レッドロックにある息子チェスターの墓へ向かう途中であることを話す。そこにスミザーズに気づいたウォーレンが割って入り、大の黒人嫌いで戦時中も多くの黒人を殺害した老将軍と言い争いを始める。ウォーレンがスミザーズを殺しかねない空気の中、「もしここでスミザーズを殺せばウォーレンが殺人の罪に問われる」とモブレーが仲裁に入り、その場は収まる。
ルースはウォーレンに、この中の少なくとも1人がデイジーの仲間だと指摘する。そして、ルースとウォーレンは互いの懸賞金を守るために協力することを確認する。さらにルースは用心と称し、ゲージやモブレーから銃を奪い取る。
食事の席、マニックスは改めてウォーレンに突っかかり始める。そしてマニックスは卑怯者の烙印を押されて除隊した騎兵隊員がリンカーンと文通できるわけがないと指摘し、ウォーレンもそれを認める。嘘をつかれたとショックを受けたルースは、「やはりニガーは信用できないのか」と言い放つが、ウォーレンは「白人の信用を得て黒人が生きるために必要な物だ」と返す。席を立ったウォーレンは互いに戦争を経験した者としてスミザーズに話しかけ、スミザーズは快く自分の家族のことを話し始める。そこでウォーレンは、彼の息子チェスターの最期を知っていると明かし、スミザーズを驚かす。ウォーレンはスミザーズの傍に拳銃を置いた上で、チェスターはウォーレンを殺害しようとして返り討ちに遭ったことを話す。さらに追い討ちをかけるようにチェスターをいたぶって殺害したことを嬉々として話し、挑発を続ける。ついに怒りに堪えかねたスミザーズが銃を構えようとした瞬間、ウォーレンは「正当防衛」として早撃ちで老将軍を射殺する。

### 第4章「ドメルグには秘密がある」
時間軸は少し戻る。ウォーレンがスミザーズを撃ち、皆の注意がそちらに向いていた時、何者かがコーヒーに毒を入れ、デイジーはそれを見ていた（故に章は「ドメルグには秘密がある」と題された）。
スミザーズの死体を屋外に片付け、店内に戻ってきたO.B.はコーヒーを飲み、デイジーはそれを確認する。さらにデイジーはギターを弾かせて欲しいとルースに頼み、弾きながら歌いつつ、ルースもコーヒーを飲んだことを確認する。再びデイジーと自らの腕を手錠に繋いだルースだったが、次の瞬間吐血し、O.B.も血を吐く。毒に気づいたルースは、今まさにコーヒーを飲もうとしていたマニックスを止めるも、自身の血が止まらない。すぐに死んだO.B.に対し、半分しか飲んでおらず、まだ少し猶予のあったルースは最後の力を振り絞ってデイジーを叩きのめすが、最期には奪われた銃でデイジーに撃ち殺される。
すぐにデイジーの銃を奪ったウォーレンは、自分以外の男達を壁に立たせて犯人を探し始める。毒コーヒーを飲む寸前だったマニックスのみ無実として銃を手渡し、共に容疑者達を牽制する。ウォーレンはミニーが大のメキシコ人嫌いだったことから少なくともボブだけは犯人だと確信しており、対するボブは自分に毒を入れる隙はなかったと主張するが、共犯者がいると指摘され、容赦なく射殺される。そして残ったモブレーとゲージにどちらが共犯者か問うと、ゲージが自分だと名乗り出る。が、その直後、床下から何者かがウォーレンの股を撃ち抜き、その隙を付いてモブレーも隠し持っていた銃でマニックスの脇腹を撃つが、咄嗟にマニックスもモブレーを撃ち抜く。

### 第5章「4人の乗客」
時間軸は朝に戻る。女御者・ジュディは4人の乗客を乗せて休憩のためにミニーの紳士服飾店に到着した。店には店主のミニーのほか、従業員のジェマとチャーリーがおり、もう1人の店の顔であるスイート・デイヴは数日前から滞在しているスミザーズとチェスをしていた。店に入った4人の乗客、ボブ・モブレー・ゲージ、そして彼らを率いるジョディは油断させた上でスミザーズ以外全員を殺害する。
ジョディら4人こそがルースが警戒していたデイジーの仲間達であり、ジョディはデイジーの弟だった。彼らはルースがミニーの店に立ち寄ると予測して待ち伏せ計画を立てており、死体を片付け、スミザーズに協力するよう命令する。そして予測通り、ルースが近づいてきたのを確認すると、それぞれの場所に着き役を演じ始めた。

### 最終章「黒い男 白い地獄」
時間軸は元に戻る。ウォーレンとマニックスは重傷を負い身動きが取れないものの銃で奪還者達を牽制し、未だ有利な状況にあった。マニックスはデイジーを殺害すると脅して床下のジョディを誘き出し、間髪入れずに殺害する。怒りを露にするデイジーは、自分の正しい姓は「ドミングレ」だと言い、彼女らの正体が悪名高きギャング団ドミングレ一味だと明かす。その上でデイジーは、レッドロックに15人の部下がいることや、死んだ仲間の懸賞金を分け与える取引をマニックスに持ちかけ、ウォーレンを殺すように言う。尚も話術で逆転しようとするモブレーや、隠していた銃で反撃しようとするゲージをウォーレンは容赦なく撃ち殺すが弾切れを起こしてしまう。
唯一銃を持ち、場の支配者となったマニックスは、デイジーの誘いに乗るような素振りを見せるものの、毒入りコーヒーで殺されかけたことを根に持っており、最後には彼女の言うことは何一つ信用できないとして取引を拒絶する。が、直後に貧血を起こして倒れてしまい、好機と見たデイジーは繋がれたルースの腕を切断すると、床に落ちた銃を拾おうとする。しかし、間一髪でマニックスは意識を取り戻し、彼女を撃つ。そして銃でトドメを指そうとするマニックスをウォーレンが制止する。ウォーレンは、決して標的を殺害することはなかったルースに敬意を払って、デイジーを絞首刑にして殺害すべきだと言い、マニックスも納得する。
ウォーレンとマニックスは、梁に通したロープで首を吊られ、やがて動かなくなっていくデイジーを見て満足する。マニックスは改めてウォーレンにリンカーンの手紙を読ませて欲しいと頼み、ウォーレンは快く応じる。手紙を音読したマニックスは、良い出来栄えの手紙だとウォーレンを褒め、物語は終わる。

## 登場人物・キャスト

### メインキャラクター
マーキス・ウォーレン
演 - サミュエル・L・ジャクソン、日本語吹替 - 大塚明夫
本作の主人公。黒人の賞金稼ぎ。元・北軍騎兵隊少佐。何故かエイブラハム・リンカーン大統領と文通をしていたらしく、彼からの手紙を常に持っている。
ジョン・ルース
演 - カート・ラッセル、日本語吹替 - 菅生隆之
豪快で横暴な賞金稼ぎ。ウォーレンとは顔馴染み。賞金首は殺さずに捕らえ、絞首刑になるまで見届けることから、“ハングマン”（首吊り人）と呼ばれている。
デイジー・ドメルグ
演 - ジェニファー・ジェイソン・リー、日本語吹替 - 入江純
1万ドルの賞金をかけられている女盗賊。ジョン・ルースに捕らえられ、彼と手錠でつながれている。かなり口が悪く、何度ルースに殴られても平然としている。ギターと歌が得意。
クリス・マニックス
演 - ウォルトン・ゴギンズ、日本語吹替 - 後藤敦
元・南軍兵士。レッド・ロックの新任保安官だと自称しているが、真偽は不明。南北戦争中、恐れられた南カリフォルニアの「マニックス略奪団」団長の末息子。
ボブ
演 - デミアン・ビチル、日本語吹替 - 楠見尚己
ミニーの店の留守を任されているメキシコ人。淹れるコーヒーはかなり不味い。
オズワルド・モブレー
演 - ティム・ロス、日本語吹替 - 大滝寛
イギリス訛りの英語を話す饒舌で紳士的な男。レッド・ロックを含むこの地区の巡回執行人をしているという。
裏設定ではタランティーノの監督作『イングロリアス・バスターズ』のキャラクター、アーチー・ヒコックス中尉の先祖にあたるとされている。
ジョー・ゲージ
演 - マイケル・マドセン、日本語吹替 - 宮内敦士
カウボーイ。クリスマスを祝うため、母親の元へ帰る途中だという。
サンディ・スミザーズ
演 - ブルース・ダーン、日本語吹替 - 勝部演之
元・南軍将軍の無口な老人。息子のチェスター・スミザーズの墓がレッド・ロックにあり、弔いに行く途中だという。黒人嫌いであり、かつてバトンルージュの戦いで多くの黒人を虐殺した。

### サブキャラクター
O.B.ジャクソン
演 - ジェームズ・パークス、日本語吹替 - 高杉義充
ウォーレン、ルース、ドメルグ、マニックスが乗る馬車の御者。金を払えば人種差別はしない。
ミニー・ミンク
演 - デイナ・グーリエ、日本語吹替 - 風村綾乃
紳士服飾店の女性店主。淹れるコーヒーは美味と評判。一週間ほど遠方の母親を訪ねているらしく、店を留守にしている。
ジュディ
演 - ゾーイ・ベル、日本語吹替 - 山口協佳
馬車の御者。“六頭馬”のあだ名通り、六頭立ての馬車を操ることができる。演じるゾーイ・ベルはタランティーノ作品常連のスタントウーマンである。
エド
演 - リー・ホースリー
馬車の御者。ジュディの相棒。
スイート・デイヴ
演 - ジーン・ジョーンズ
ミニーの店の男性。ミニーと共に店を留守にしている。
チャーリー
演 - キース・ジェファーソン、日本語吹替 - 一戸康太朗
ミニーの店の黒人男性店員。
チェスター・チャールズ・スミザーズ
演 - クレイグ・スターク、日本語吹替 - なし
スミザーズ将軍の息子。現在行方不明。
ジェマ
演 - ベリンダ・オウィノ
ミニーの店の黒人女性店員。
ジョディ・ドミングレ
演 - チャニング・テイタム、日本語吹替 - 北田理道
デイジーの弟。
ナレーター
声 - クエンティン・タランティーノ（クレジットなし）

## 制作
2014年9月23日、ヴィゴ・モーテンセンが本作への出演についてタランティーノと話し合っていることが明らかになった。
クランクインは2014年12月8日。
本作品の音楽はエンニオ・モリコーネが作曲した。モリコーネが西部劇のために作曲したのは35年ぶりのことである。
美術監督は『キル・ビル』以来となる種田陽平。
撮影には1960年代以降ほぼ使われることのなかった『Ultra Panavision 70』を使用している。

## 劇中曲
Quentin Tarantino's The Hateful Eight - Original Motion Picture Soundtrack
| #   | タイトル                                                                              | 作詞 | 作曲・編曲 | Artist(s)                                                           | 時間  |
| --- | ------------------------------------------------------------------------------------- | ---- | ---------- | ------------------------------------------------------------------- | ----- |
| 1.  | 「L’ultima diligenza di Red Rock" (The Last Stage to Red Rock) [Versione Integrale]」 |      |            | Ennio Morricone                                                     | 7:30  |
| 2.  | 「Ouverture」                                                                         |      |            | Ennio Morricone                                                     | 3:11  |
| 3.  | 「Major Warren Meet Daisy Domergue」                                                  |      |            | Jennifer Jason Leigh, Kurt Russell and Samuel L. Jackson (dialogue) | 0:32  |
| 4.  | 「Narratore letterario (Literary Narrator)」                                          |      |            | Ennio Morricone                                                     | 1:59  |
| 5.  | 「Apple Blossom」(from De Stijl (2000))                                               |      |            | The White Stripes                                                   | 2:13  |
| 6.  | 「Frontier Justice」                                                                  |      |            | Tim Roth and Kurt Russell (dialogue)                                | 1:50  |
| 7.  | 「"L’ultima diligenza di Red Rock" (The Last Stage to Red Rock) [#2]」                |      |            | Ennio Morricone                                                     | 2:37  |
| 8.  | 「Neve (Snow)」                                                                       |      |            | Ennio Morricone                                                     | 12:16 |
| 9.  | 「This Here Is Daisy Domergue」                                                       |      |            | Kurt Russell and Michael Madsen (dialogue)                          | 1:01  |
| 10. | 「Sei cavalli (Six Horses)」                                                          |      |            | Ennio Morricone                                                     | 1:21  |
| 11. | 「Raggi di sole sulla montagna (Rays of Sun on the Mountain)」                        |      |            | Ennio Morricone                                                     | 1:41  |
| 12. | 「Son of the Bloody Nigger Killer of Baton Rouge」                                    |      |            | Samuel L. Jackson, Walton Goggins and Bruce Dern (dialogue)         | 2:43  |
| 13. | 「Jim Jones at Botany Bay (feat. Kurt Russell)」                                      |      |            | Jennifer Jason Leigh (dialogue)                                     | 4:10  |
| 14. | 「Neve (Snow) [#2]」                                                                  |      |            | Ennio Morricone                                                     | 2:05  |
| 15. | 「Uncle Charlie’s Stew」                                                              |      |            | Samuel L. Jackson, Demián Bichir and Walton Goggins (dialogue)      | 1:41  |
| 16. | 「I quattro passeggeri (The Four Passengers)」                                        |      |            | Ennio Morricone                                                     | 1:49  |
| 17. | 「La musica prima del massacro (Music Before the Massacre)」                          |      |            | Ennio Morricone                                                     | 2:00  |
| 18. | 「L’inferno bianco (White Hell) [Synth]」                                             |      |            | Ennio Morricone                                                     | 3:31  |
| 19. | 「The Suggestive Oswaldo Mobray」                                                     |      |            | Tim Roth, Walton Goggins and Kurt Russell (dialogue)                | 0:47  |
| 20. | 「Now You’re All Alone」(from The Last House on the Left (1972))                      |      |            | David Hess                                                          | 1:29  |
| 21. | 「Sangue e neve (Blood and Snow)」                                                    |      |            | Ennio Morricone                                                     | 2:05  |
| 22. | 「Neve (Snow) [#3]」                                                                  |      |            | Ennio Morricone                                                     | 2:02  |
| 23. | 「L'inferno bianco (White Hell) [Ottoni]」                                            |      |            | Ennio Morricone                                                     | 3:31  |
| 24. | 「Daisy’s Speech」                                                                    |      |            | Walton Goggins, Jennifer Jason Leigh and Michael Madsen (dialogue)  | 1:32  |
| 25. | 「La lettera di Lincoln (The Lincoln Letter) [Strumentale]」                          |      |            | Ennio Morricone                                                     | 1:41  |
| 26. | 「La lettera di Lincoln (The Lincoln Letter) [Con dialogo]」                          |      |            | Ennio Morricone and Walton Goggins (dialogue)                       | 1:46  |
| 27. | 「There Won’t Be Many Coming Home」(from The Fastest Guitar Alive (1967))             |      |            | Roy Orbison                                                         | 2:44  |
| 28. | 「La puntura della morte (The Sting of Death)」                                       |      |            | Ennio Morricone                                                     | 0:27  |

## その他
- 劇中、デイジー（ジェニファー・ジェイソン・リー）が弾き語りするために使用し、ルース（カート・ラッセル）が破壊するギターはマーティンギター博物館から借り受けた1870年代に生産されたまぎれもないビンテージギターであった。壊すシーンはレプリカで行う予定だったが手違いから伝わっていなかった。後に同博物館側は2度と映画等のために貸し出さない旨を述べているがそのギターの破片が出演者らのサイン入りで展示されることとなった。

## 評価・受賞
本作は批評家から好意的に評価されている。映画批評集積サイトのRotten Tomatoesには327件のレビューがあり、批評家支持率は75%、平均点は10点満点で7.33点となっている。サイト側による批評家の見解の要約は「『ヘイトフル・エイト』は、クエンティンタランティーノの特徴的なアクション、ユーモア、およびバイオレンスのブレンドがミックスされ、彼の映画製作技術に対するより強いグリップを示している。」となっている。また、Metacriticには51件のレビューがあり、加重平均値は68/100となっている。
| 年   | 映画賞                     | 賞                    | 対象                           | 結果       |
| ---- | -------------------------- | --------------------- | ------------------------------ | ---------- |
| 2016 | 第73回ゴールデングローブ賞 | 作曲賞                | エンニオ・モリコーネ           | 受賞       |
| 2016 | 第73回ゴールデングローブ賞 | 脚本賞                | クエンティン・タランティーノ   | ノミネート |
| 2016 | 第73回ゴールデングローブ賞 | 助演女優賞            | ジェニファー・ジェイソン・リー | ノミネート |
| 2016 | 第69回英国アカデミー賞     | 作曲賞                | エンニオ・モリコーネ           | 受賞       |
| 2016 | 第88回アカデミー賞         | 作曲賞                | エンニオ・モリコーネ           | 受賞       |
| 2016 | 第88回アカデミー賞         | 助演女優賞            | ジェニファー・ジェイソン・リー | ノミネート |
| 2016 | 第88回アカデミー賞         | 撮影賞                | ロバート・リチャードソン       | ノミネート |
| 2016 | 第42回サターン賞           | ホラー/スリラー映画賞 |                                | ノミネート |
| 2016 | 第42回サターン賞           | 主演男優賞            | サミュエル・L・ジャクソン      | ノミネート |
| 2016 | 第42回サターン賞           | 助演男優賞            | ウォルトン・ゴギンズ           | ノミネート |
| 2016 | 第42回サターン賞           | 作曲賞                | エンニオ・モリコーネ           | ノミネート |
| 2016 | 第42回サターン賞           | メイクアップ賞        |                                | ノミネート |